# Mjölrotskräling
Mjölrotskräling (Phaeocollybia cidaris) är en svampart som tillhör divisionen basidiesvampar. Den beskrevs först av Elias Fries och fick sitt nu gällande namn av Henri Romagnesi. Mjölrotskräling ingår i släktet Phaeocollybia, och familjen buktryfflar. Enligt den finländska rödlistan är arten nära hotad i Finland. Arten är reproducerande i Sverige. Artens livsmiljö är torr eller mesisk örtrik skog.